# Bergmannkiez

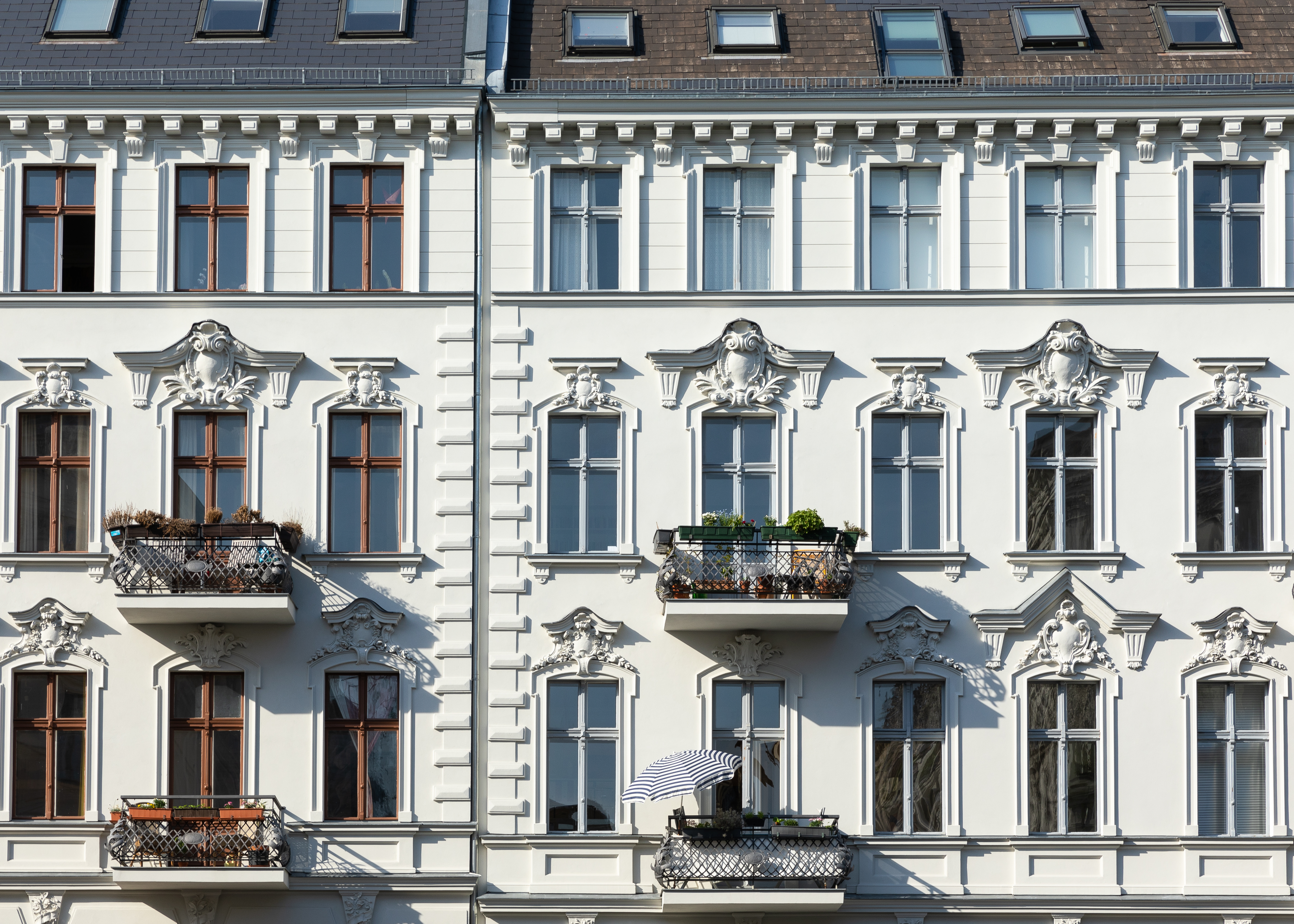
Häuserfassaden im Bergmannkiez

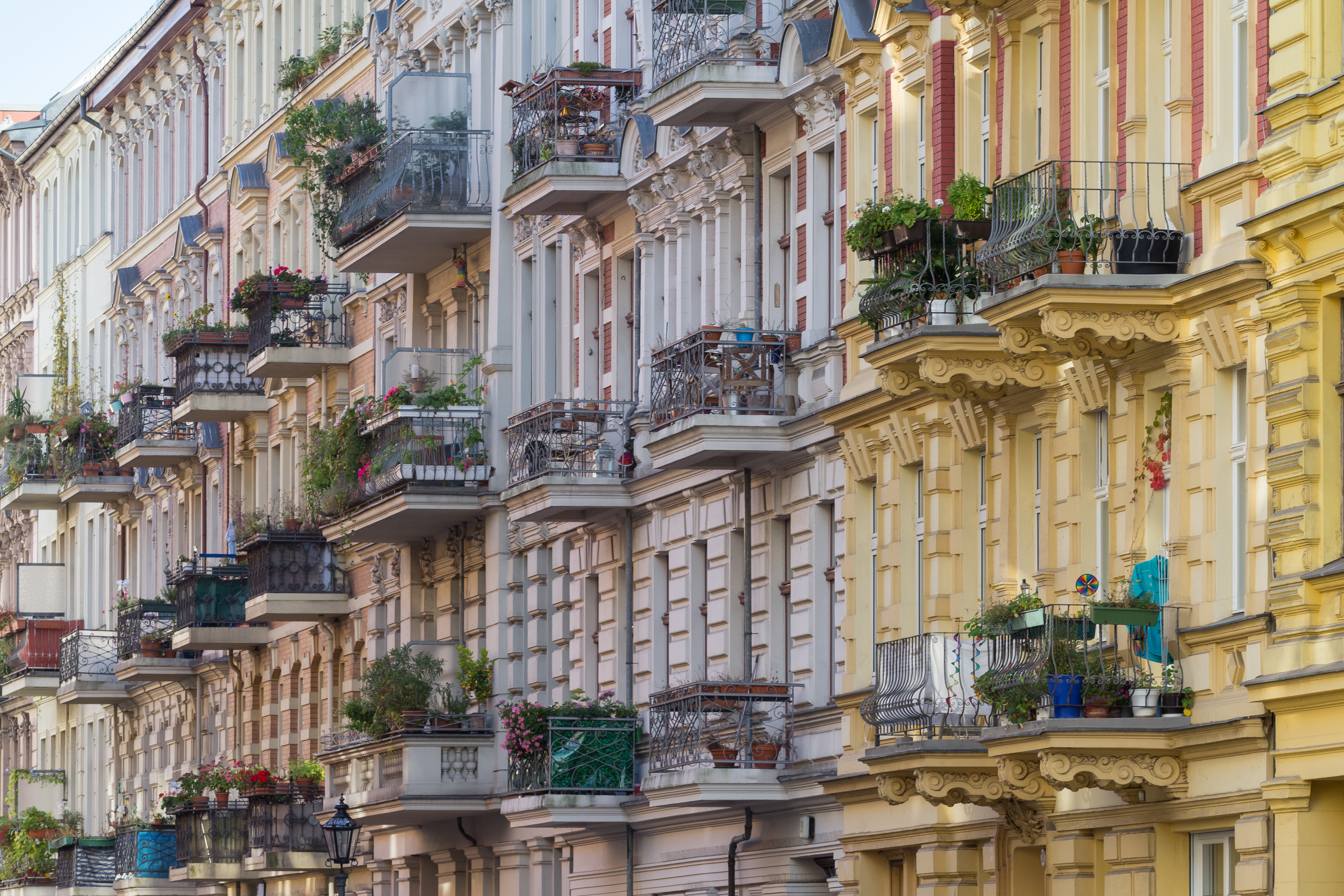
Balkone im Bergmannkiez

Der Bergmannkiez ist eine Ortslage im Berliner Ortsteil Kreuzberg. Teilweise wird davon noch die Ortslage am Chamissoplatz als Chamissokiez abgegrenzt.

## Lage
Namensgebend ist die zentral gelegene Bergmannstraße, um die herum sich ein homogenes Wohnviertel mit vielen erhaltenen Gebäuden aus der Zeit vor 1900 befindet. Aus südlicher Richtung wird die Straße von der Zossener Straße an der Marheineke-Markthalle erreicht. Im Norden bilden die Gneisenaustraße bzw. der Landwehrkanal bis zum Südstern die Kiezgrenzen. Die westliche Begrenzung bildet der Mehringdamm. Die Häuser der Schwiebusser und Jüterboger Straße im südlichen Bereich gehören dazu, wodurch der Columbiadamm eine bauliche Grenze bildet. Nach Osten hin begrenzen die Friedhöfe an der Bergmannstraße den Bergmannkiez zu anderen Vierteln.
Ursprünglich vor der südlichen Stadtmauer Berlins gelegen, wurde das Gebiet mit der umliegenden Tempelhofer Vorstadt 1861 nach Berlin eingemeindet. Das bis dahin weitgehend landwirtschaftlich genutzte Gebiet wurde planmäßig erschlossen: Wohn- wie Gewerbegebiete entstanden neben den Bahnanlagen und diversen militärischen Objekten (Kasernen, Übungsplätze). Die Nähe zu Berlin führte zur Ansiedlung vieler Ausflugslokale, deren Tradition teilweise bis in das 21. Jahrhundert erhalten ist, die das Gebiet stadtweit bekannt machte. Das Zentrum bilden am Marheinekeplatz die Passionskirche und die Markthalle XI. Auf dem Platz finden genauso wie auf dem nahegelegenen Chamissoplatz populäre Wochen- und Flohmärkte statt.

## Straßen

### Übersicht
- Arndtstraße
- Bergmannstraße
- Chamissoplatz
- Fidicinstraße
- Friesenstraße
- Heimstraße
- Jüterboger Straße
- Kloedenstraße
- Kopischstraße
- Marheinekeplatz
- Mehringdamm
- Nostitzstraße
- Schenkendorfstraße
- Schwiebusser Straße
- Willibald-Alexis-Straße
- Zossener Straße

### Fidicinstraße
Dieser West-Ost-Verkehrsweg zwischen dem Mehringdamm (im 19. Jahrhundert: Belle-Alliance-Straße) und der Friesenstraße erhielt 1890 seinen Namen zu Ehren des Städtischen Archivars und Historikers Ernst Fidicin. Zur Trinkwasserversorgung der neuen Bewohner von Kreuzberg ließ die Stadtverwaltung an der Ecke zur Kopischstraße einen Wasserturm errichten, der 1888 in Betrieb ging.
Die Windmühle, die ihm gegenüber auf dem heutigen Grundstück Fidicinstraße 10 stand, wurde wenig später zugunsten der Wohnbebauung abgerissen.
Auf dem Gelände zwischen der Fidicinstraße 2/3 und der südlich parallel verlaufenden Schwiebusser Straße siedelte sich um 1840 die Berliner Bockbrauerei an. Die denkmalgeschützten Bauten werden seit den 1920er Jahren nicht mehr als Brauerei genutzt, dagegen hatten sich vorübergehend eine Tanzschule, eine Klavierwerkstatt, Weinlager, eine Trommelschule sowie das Archiv der Jugendkulturen darin niedergelassen. Wegen Bebauungsplänen wurde das Gelände ab 2017 sukzessive entmietet.
In den Erdgeschossbereichen der Mietwohnhäuser entlang der Straße fanden anfangs Bäcker, Schuhmacher, Fleischer sowie Zigarren- und Kohlenhändler Platz für ihre Dienstleistungen. Heute finden sich Cafés und Gaststätten sowie anderes Gewerbe und Wohnungen in den Erdgeschossen. Die mehrgeschossigen Bürgerbauten wurden durch Quer- und Hofflügel ergänzt, sodass häufig bis zu 30 Mietsparteien unter einer Hausnummer genannt wurden.
Straßenbegleitgrün findet sich in dieser frequentierten und beliebten Wohnstraße nur vereinzelt. Die meisten Anwohner der im 21. Jahrhundert gut restaurierten Gründerzeitbauten, die im Zweiten Weltkrieg kaum zerstört worden waren, sind inzwischen Familien mit Kindern. Nach 1961 dominierten vorübergehend die Familien der türkischen Gastarbeiter.
Seit Juli 2020 befindet sich in der Fidicinstraße 40 das Kurt-Mühlenhaupt-Museum.
Außerdem hat sich im Jahr 1993 in dieser Straße (Hausnummer 3, Hof) das Theater Thikwa angesiedelt. Das Thikwa ist ein Laientheater mit 44 Ensemblemitgliedern, bestehend aus Menschen mit und ohne Behinderungen. Der Name kommt aus dem Hebräischen und bedeutet Hoffnung. Es gilt als gelungenes Beispiel für Inklusion, das die Zeitschrift Theater der Zeit im Jahr 2018 mit dem Martin-Linzer-Theaterpreis ausgezeichnet hat. Zudem verlieh ihm der Bund im Jahr 2019 den Theaterpreis, unter anderem mit folgender Begründung: „[für] die in der Theaterszene herausragende Beschwörung von gesellschaftlicher Diversität bei gleichzeitiger Lust an künsterischer Radikalität.“ Das Ensemble tritt neben seiner eigenen Spielstätte auch an anderen Orten auf, unter anderem beim Kulturfestival 2021 – Berlin is not am ring in der Lichtenberger Fahrbereitschaft in der Herzbergstraße.

## Infrastruktur
Der Kiez wird durch vier U-Bahnhöfe der Linien U6 und U7 erschlossen:
- U-Bahnhof Gneisenaustraße
- U-Bahnhof Mehringdamm
- U-Bahnhof Platz der Luftbrücke
- U-Bahnhof Südstern

Daneben finden sich Einrichtungen
- der Berliner Polizeidirektion V[6]
- der Berliner Kfz-Zulassungsstelle[7]
- des Hauptzollamts Berlin

Kultureinrichtungen sind unter anderem
- das English Theatre Berlin
- die Columbiahalle
- das Archiv der Jugendkulturen

## Baudenkmäler

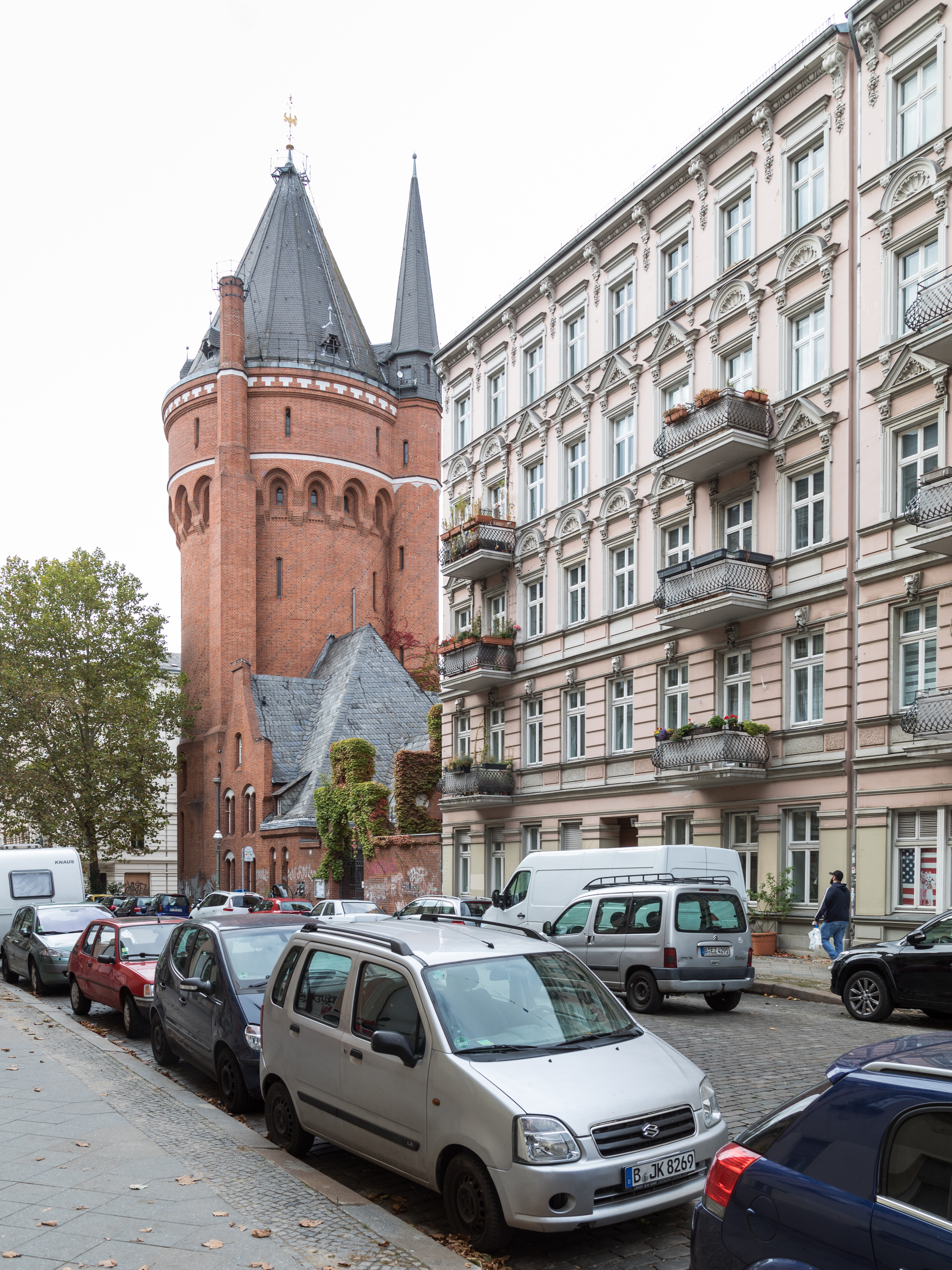
Mietshaus Fidicinstraße 36 und Wasserturm Fidicinstraße 37 / Ecke Kopischstraße 7

- Ensemble Chamissoplatz mit Mietshäusern, Gewerbehof und Wasserturm
- Arndtstraße: Bedürfnisanstalt („Café Achteck“) von 1895 an der Ecke Chamissoplatz
- Bergmannstraße 28/29: die 133. und 149. Gemeindedoppelschule (1884/1985)
- Bergmannstraße 60/64/65: die 60. und 236. Gemeindeschule (1901/1902)
- Bergmannstraße 5–7: Abspannwerk (1929–1931)
- Friesenstraße: Kaserne des Königin Augusta Garde-Grenadier-Regiments Nr. 4 und des Garde-Kürassier-Regiments (1895–1897)
- Kopischstraße 7: Wasserturm (1886–1888)

## Stadtteilzeitung
Im Bergmannkiez wird regelmäßig die kostenlose Stadtteilzeitung KuK – Kiez und Kneipe herausgegeben. Sie finanziert sich aus Einnahmen der veröffentlichten Werbung kiezansässiger Unternehmen. Eine weitere regelmäßig erscheinende kostenlose Stadtteilzeitung ist die Kreuzberger Chronik des Außenseiter Verlags mit dem Herausgeber Hans W. Korfmann.